# Acanthize d'Iredale
Espèce
Statut de conservation UICN

 LC  : Préoccupation mineure
L'Acanthize d'Iredale (Acanthiza iredalei) est une espèce de passereau appartenant à la famille des Acanthizidae. 

## Répartition
Cet oiseau est endémique d'Australie.

## Sous espèces
D'après Alan P. Peterson, il existe trois sous-espèces :
- Acanthiza iredalei iredalei ;
- Acanthiza iredalei hedleyi ;
- Acanthiza iredalei rosinae.